# Gråslide
Gråslide (Aconogonon weyrichii) är en art i familjen slideväxter från östligaste Ryssland, Kurilerna, Sachalin och Japan.

## Synonymer
För vetenskapliga synonymer, se Wikispecies.